# Eloria subapicalis
Eloria subapicalis är en fjärilsart som beskrevs av Walker 1863. Eloria subapicalis ingår i släktet Eloria och familjen tofsspinnare. Inga underarter finns listade i Catalogue of Life.